# Christiane Jaccottet
Christiane Jaccottet (* 18. Mai 1937 in Lausanne; † 26. Oktober 1999 in Rivaz) war eine Schweizer Cembalistin.

## Leben und Wirken

### Ausbildung
In einer Musikerfamilie geboren erhielt sie mit vier Jahren ersten Klavierunterricht. 1955 bis 1957 studierte sie Cembalo an der Wiener Musikakademie bei Eta Harich-Schneider (und war damit eine ihrer ersten Schülerinnen in Wien). Bei ihrem Abschluss „mit vorzüglichem Erfolg“ war Christiane Jaccottet noch nicht einmal 20 Jahre alt. Als weitere Lehrer sind Elise Faller, Josef Mertin und Gustav Leonhardt zu erwähnen.

### Lehrtätigkeit
Jaccottet unterrichtete die folgenden Kurse:
- Conservatoire de Lausanne: Cembalo und Alte Musik (ab 1962, Jaccottet war beauftragt, diese Klassen zu gründen)
- Conservatoire de musique de Genève: Cembalo und Alte Musik (ab 1975 bis zu ihrem Tode)
- Meisterkurse in der Schweiz, Australien, Österreich, Deutschland und Italien

### Konzert- und Aufnahmetätigkeit
Christiane Jaccottet wirkte bei über 800 Konzerten und mehr als 120 Schallplatten- bzw. CD-Aufnahmen mit.

### Wirkung
Christiane Jaccottet war eine Vorreiterin der Historischen Aufführungspraxis. Sie spielte oft auf Instrumenten ihrer eigenen Sammlung wertvoller historischer Tasteninstrumente (z. B. Hans Ruckers, Antwerpen 1642). Viele ihrer Aufnahmen (unter anderem sämtliche Cembalowerke Johann Sebastian Bachs) waren bei Billiglabels untergebracht und fanden dadurch weite Verbreitung. Gerade bei jungen Musikliebhabern waren diese günstig erhältlichen Aufnahmen prägend für den Musikgeschmack bzw. die Vorstellung von Interpretationsmöglichkeiten.

### Würdigung
2002 schrieb Heinz Holliger Recicanto für Viola und kleines Orchester „à la mémoire de Christiane Jaccottet“ für Tabea Zimmermann.

## Auszeichnungen
- 1958: Internationaler Musikwettbewerb der ARD in München (mit Anerkennung)
- 1964: Solistenpreis der Schweizer Musikgesellschaft
- 1965: 1. Internationale Musickdagen in Brügge (2. Preis Cembalo, 1. Preis Basso-Continuo)